# 한국원자력안전재단
한국원자력안전재단(韓國原子力安全財團, Korea Foundation of Nuclear Safety)은 원자력 및 방사선 안전을 위해 설립된 원자력안전위원회 산하의 기타공공기관이다. 본사는 경기도 성남시 분당구 대왕판교로644번길 49, 1관 1층 (삼평동, DTC타워)에 소재해 있다.

## 주요 사업
- 원자력안전 R&D 기획·평가·관리
- 원자력안전 정책·협력
- 방사선작업종사자 종합안전관리
- 수출입 요건확인
- 생활주변 방사선 안전관리
- 방사선안전 기본교육

## 연혁
- 2012년 10월 26일 한국방사선안전재단 창립 총회 개최
- 2012년 11월 6일 공익법인 설립 / 운영에 관한 법률에 따른 재단법인 승인
- 2012년 12월 24일 방사선작업종사자의 피폭관리업무 위탁지정
- 2012년 12월 24일 방사성동위원소 등의 수출입 신고업무 위탁 지정
- 2012년 12월 24일 방사선 관련 안전교육 위탁 지정
- 2012년 12월 24일 허가 등의 취소 또는 사업폐지 등에 따른 신고의 기록관리업무 위탁 지정
- 2013년 1월 1일 방사선작업종사자의 피폭관리업무 수행
- 2013년 1월 4일 원자력안전 R&D 연구관리 전문기관 지정
- 2013년 2월 21일 생활주변방사선전문기관 지정
- 2013년 10월 16일 방사선작업종사자 기본교육기관 지정
- 2014년 12월 30일 성능검증관리기관 지정
- 2015년 1월 29일 기타공공기관 지정
- 2015년 11월 9일 한국방사선안전재단에서 한국원자력안전재단으로 명칭변경

## 조직

### 이사장
- 감사실

### 경영기획부
- 경영지원실
- 인재경영실
- 기획예산실

### 원자력안전기반부
- 연구개발관리센터
- 원자력안전정책센터
- 성능검증관리센터

### 방사선안전기반부
- 방사선안전센터
- 방사선안전교육연구원

### 기금관리부
- 기금운용실